# جو توماس (لاعب كرة سلة)
جو توماس (9 مارس 1948 في الولايات المتحدة - ) (بالإنجليزية: Joe Thomas)‏ هو لاعب كرة سلة أمريكي في مركز هجوم صغير الجسم. لعب مع فينيكس صنز.

## وصلات خارجية
- جو توماس على موقع إن بي أي (الإنجليزية)
- جو توماس على موقع سبورتس رفرنس (الإنجليزية)
- جو توماس على موقع كلية كرة السلة في سبورتس رفرنس.كوم (الإنجليزية)
- جو توماس على موقع ريلجم (الإنجليزية)
- جو توماس على موقع بروبوليرز (الإنجليزية)